# اسپیس‌اکس کرو-۱
فضاپیمای اسپیس‌اکس کرو-۱ (به انگلیسی: SpaceX Crew-1) فضاپیمایی با قابلیت استفاده مجدد است که به وسیله‌ی شرکت اسپیس‌اکس طراحی و توسعه یافته و جایگزین فضاپیمای اسپیس‌اکس دراگون شده است. دراگون ۲ قابلیت حمل تا ۷ مسافر به مدار زمین و فرای آن را داراست و اولین فضاپیمای خصوصی محسوب می‌شود که فضانوردان را به ایستگاه فضایی بین‌المللی می‌برد. دراگون ۲ اولین فضاپیمای آمریکایی با قابلیت حمل سرنشین به ایستگاه فضایی بین‌المللی بعد از شاتل فضایی است. دراگون ۲ در ۲ نسخه‌ی کرو دراگون (به انگلیسی Crew Dragon) برای حمل سرنشین و کارگو دراگون (به انگلیسی Cargo Dragon) برای حمل تجهیزات وجود دارد.  این فضاپیما در بالای موشک فالکن ۹ قرار گرفته و به وسیله‌ی چتر های نجات بر فراز اقیانوس فرود می‌آید. دراگون ۲ برخلاف جدّ خود کاملاً به ایستگاه فضایی بین‌الملل متصل می‌شود.
اولین مأموریت فضایی سرنشین‌دار دراگون ۲ با نام کرو دراگون دمو ۲ همراه با ۲ سرنشین در تاریخ ۳۰ مه ۲۰۲۰ آغاز گردید. دومین مأموریت سرنشین‌دار دراگون ۲ همراه با ۴ فضانورد به نام‌های مایکل اس. هوپکینز، ویکتور جی. گلوور، شانون واکر و سوئیچی ناگوچی در تاریخ ۱۶ نوامبر ۲۰۲۰ آغاز گردید.
این مأموریت انتظار می‌رود که ۱۸۰ روز به طول انجامد یعنی این خدمه در ماه مه ۲۰۲۱ به زمین باز خواهند گشت.